# 슈네이데르 터마시

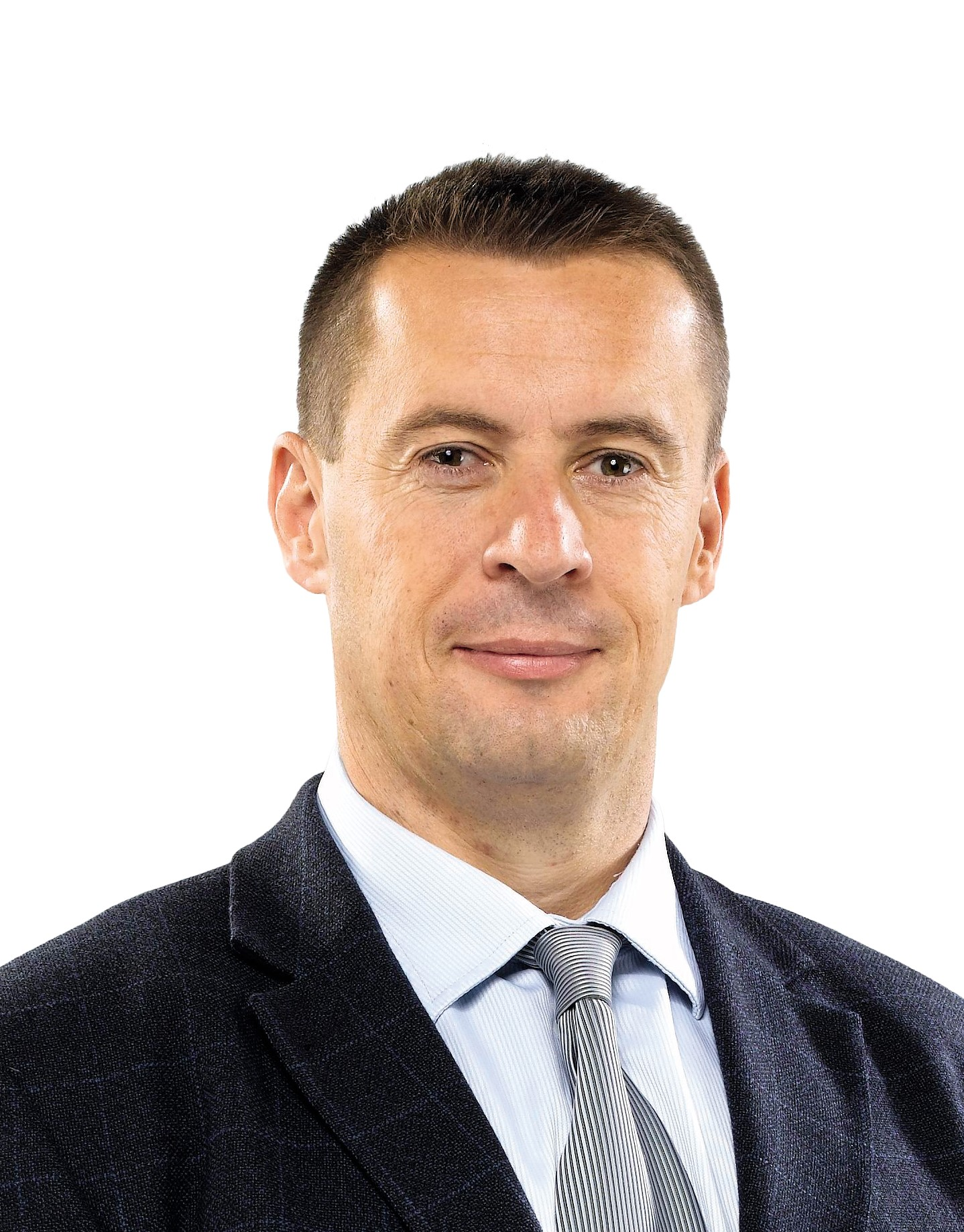
슈네이데르 터마시

슈네이데르 터마시(헝가리어: Tamás Sneider, 1972년 6월 11일 ~ )는 헝가리의 정치인으로, 2018년 5월 이래 요비크의 대표이자 실질적인 야권대표이다. 2009년부터 2018년까지 요비크의 최고위원 중 하나였으며, 2010년 이래 국회의원이다. 2010년부터 2014년까지 국회 청년사회가족정책위원회 위원장을 지낸 바 있으며, 2014년 이래 국회부의장이자 국회 사회복지위원회 위원이다.
2018년부터 현재까지 요비크의 대표직을 맡고 있다. 2018년 총선 패배 이후 치러진 전당대회에 출마했으며, 당 내에서도 온건파로 분류되었다. 이후 53.8%를 득표해 토로츠커이 라슬로를 꺾고 신임 당대표가 되었다.